# 헤론 평균
수학에서 음이 아닌 실수 A와 B의 헤론 평균 H는 다음과 같은 공식으로 얻을 수 있다.
{\displaystyle H={\frac {1}{3}}\left(A+{\sqrt {AB}}+B\right).}
고대 수학자 헤론에서 이름이 유래했으며 각뿔대 또는 원뿔대의 부피를 구할 때 쓰인다. 각뿔대의 부피는 두 밑면의 넓이의 헤론 평균과 높이의 곱과 같다.
두 수 A, B의 헤론 평균은 그 산술 평균과 기하 평균의 가중치 평균이다.
{\displaystyle H={\frac {2}{3}}\cdot {\frac {A+B}{2}}+{\frac {1}{3}}\cdot {\sqrt {AB}}.}